# Only Lies
"Only Lies" is een nummer van het Nederlandse duo Greenfield & Cook. Het verscheen op hun debuutalbum Greenfield & Cook uit 1972. In 1971 werd het al uitgebracht als de tweede single van het album.

## Achtergrond
"Only Lies" is geschreven door groepsleden Rink Groeneveld (Greenfield) en Peter Kok (Cook) en geproduceerd door Jaap Eggermont. Jan Audier was de geluidstechnicus op het nummer. In het najaar van 1971 werd het als single uitgebracht. Het duo mocht optreden in een van de televisieuitzendingen van UNICEF, die indertijd veel kijkers trokken. De single werd door Radio Veronica uitgeroepen tot Alarmschijf.
"Only Lies" groeide uit tot de grootste hit van Greenfield & Cook. Het kwam tot de vierde plaats in de Nederlandse Top 40 en tot de zesde plaats in de Daverende Dertig. Ook was het de enige single van het duo dat een voorloper van de Vlaamse Ultratop 50 haalde met een zevende plaats als hoogste notering. In een voorloper van de Waalse Ultratop 50 was het een van de twee noteringen van het duo en was het eveneens de grootste hit met een 39e plaats. Vanwege het succes van de single mocht het duo door Italië op tournee gaan. "Only Lies" werd hier ook als single uitgebracht, maar het succes bleef uit.

## Hitnoteringen

### Nederlandse Top 40
| Hitnotering: 25-09-1971 t/m 25-12-1971 | Hitnotering: 25-09-1971 t/m 25-12-1971 | Hitnotering: 25-09-1971 t/m 25-12-1971 | Hitnotering: 25-09-1971 t/m 25-12-1971 | Hitnotering: 25-09-1971 t/m 25-12-1971 | Hitnotering: 25-09-1971 t/m 25-12-1971 | Hitnotering: 25-09-1971 t/m 25-12-1971 | Hitnotering: 25-09-1971 t/m 25-12-1971 | Hitnotering: 25-09-1971 t/m 25-12-1971 | Hitnotering: 25-09-1971 t/m 25-12-1971 | Hitnotering: 25-09-1971 t/m 25-12-1971 | Hitnotering: 25-09-1971 t/m 25-12-1971 | Hitnotering: 25-09-1971 t/m 25-12-1971 | Hitnotering: 25-09-1971 t/m 25-12-1971 | Hitnotering: 25-09-1971 t/m 25-12-1971 | Hitnotering: 25-09-1971 t/m 25-12-1971 |
| Week                                   | 1                                      | 2                                      | 3                                      | 4                                      | 5                                      | 6                                      | 7                                      | 8                                      | 9                                      | 10                                     | 11                                     | 12                                     | 13                                     | 14                                     |                                        |
| -------------------------------------- | -------------------------------------- | -------------------------------------- | -------------------------------------- | -------------------------------------- | -------------------------------------- | -------------------------------------- | -------------------------------------- | -------------------------------------- | -------------------------------------- | -------------------------------------- | -------------------------------------- | -------------------------------------- | -------------------------------------- | -------------------------------------- | -------------------------------------- |
| Nummer                                 | 29                                     | 21                                     | 14                                     | 9                                      | 8                                      | 7                                      | 4                                      | 4                                      | 7                                      | 8                                      | 11                                     | 17                                     | 24                                     | 40                                     | uit                                    |

### Daverende Dertig
| Hitnotering: 02-10-1971 t/m 18-12-1971 | Hitnotering: 02-10-1971 t/m 18-12-1971 | Hitnotering: 02-10-1971 t/m 18-12-1971 | Hitnotering: 02-10-1971 t/m 18-12-1971 | Hitnotering: 02-10-1971 t/m 18-12-1971 | Hitnotering: 02-10-1971 t/m 18-12-1971 | Hitnotering: 02-10-1971 t/m 18-12-1971 | Hitnotering: 02-10-1971 t/m 18-12-1971 | Hitnotering: 02-10-1971 t/m 18-12-1971 | Hitnotering: 02-10-1971 t/m 18-12-1971 | Hitnotering: 02-10-1971 t/m 18-12-1971 | Hitnotering: 02-10-1971 t/m 18-12-1971 | Hitnotering: 02-10-1971 t/m 18-12-1971 | Hitnotering: 02-10-1971 t/m 18-12-1971 |
| Week                                   | 1                                      | 2                                      | 3                                      | 4                                      | 5                                      | 6                                      | 7                                      | 8                                      | 9                                      | 10                                     | 11                                     | 12                                     |                                        |
| -------------------------------------- | -------------------------------------- | -------------------------------------- | -------------------------------------- | -------------------------------------- | -------------------------------------- | -------------------------------------- | -------------------------------------- | -------------------------------------- | -------------------------------------- | -------------------------------------- | -------------------------------------- | -------------------------------------- | -------------------------------------- |
| Nummer                                 | 17                                     | 11                                     | 7                                      | 7                                      | 6                                      | 9                                      | 7                                      | 7                                      | 9                                      | 10                                     | 13                                     | 17                                     | uit                                    |

### NPO Radio 2 Top 2000
| Nummer met noteringen in de NPO Radio 2 Top 2000 | '99  | '00  | '01  | '02  | '03  | '04  | '05  | '06  | '07  | '08  |
| ------------------------------------------------ | ---- | ---- | ---- | ---- | ---- | ---- | ---- | ---- | ---- | ---- |
| Only Lies                                        | 1409 | 1220 | 1533 | 1744 | 1406 | 1643 | 1368 | 1950 | 1850 | 1661 |

1. ↑  Een vetgedrukt getal geeft de hoogste notering aan.
2. ↑  Deze tabel is bijgewerkt tot en met de laatste editie (2024).